# 克拉布希尔
克拉布希尔（Crab Hill）是加勒比海岛国巴巴多斯北海岸上的一座村庄，行政上由圣露西区（首府）管辖。该地在降雨期间有大量螃蟹。盖伊山北极星板球场位于克拉布希尔。